# Oscillatore di Tesla
L'oscillatore elettromeccanico di Tesla è un generatore elettrico a vapore brevettato da Nikola Tesla nel 1893. In tarda età lo stesso Tesla affermò che una delle versioni dell'oscillatore aveva provocato un terremoto nella città di New York nel 1898, guadagnando così alla macchina il titolo di "macchina terremoto di Tesla" nella cultura popolare.
L'oscillatore fu esposto insieme ad altri oggetti di cui Tesla fece dimostrazione alla Fiera mondiale Colombiana di Chicago del 1893.

## Descrizione
L'oscillatore di Tesla è un generatore di energia elettrica a moto alternato. Il vapore veniva convogliato all'interno dell'oscillatore e usciva attraverso una serie di porte, spingendo un pistone su e giù collegato a un'armatura, facendola vibrare su e giù a velocità elevata, producendo elettricità. L'involucro esterno era necessariamente molto forte, poiché le temperature a causa della pressione nella camera superiore superava i 200 gradi, e la pressione raggiungeva 15 atm. Alcune versioni utilizzavano dell'aria intrappolata dietro al pistone come una sorta di "molla pneumatica", aumentandone l'efficienza. Un'altra variante usava degli elettromagneti per controllare la frequenza di oscillazione del pistone.
Tesla sviluppò molte versioni dell'oscillatore e lo considerava un possibile sostituto degli inefficienti motori a vapore a moto alternato usati per attivare i generatori, ma fu infine sostituito dallo sviluppo della turbina a vapore, a sua volta altamente efficiente. Tesla utilizzava anche l'oscillazione sintonizzabile e altamente regolare del dispositivo per impostare la frequenza dei suoi esperimenti elettrici e di trasmissione senza fili ad alta frequenza. Corrono inoltre voci secondo cui l'oscillatore avrebbe avuto un effetto fisiologico sulle persone sottoposte alle sue vibrazioni in quanto agiva come lassativo, facendo sì che la gente avesse necessità di correre immediatamente al bagno.

## Le voci riguardo ai "terremoti"
Nel 1935 durante il suo compleanno e l'annuale incontro con la stampa Tesla, a 79 anni di età, riferì una storia secondo la quale una versione del suo oscillatore meccanico provocò delle forti vibrazioni nelle strutture e perfino un terremoto nel centro di New York City. La biografia di Nikola Tesla redatta dal reporter John Joseph O'Neill include una versione di questa storia.
Una versione dei fatti vuole che Tesla avesse fatto esperimenti con una piccola versione del suo oscillatore meccanico nel suo laboratorio al 46 East di Houston Street, vicino al quartiere di SoHo a Manhattan. Tesla ha detto che l'oscillatore era lungo circa 7 pollici (18 cm), e del peso di uno o due chili; una cosa «che si potrebbe mettere nella tasca del soprabito». A un certo momento, durante una sperimentazione con l'oscillatore, disse che esso generò una risonanza in diversi edifici provocando alcune denunce alla polizia. Quando la velocità cresceva, la macchina oscillava alla frequenza di risonanza della sua stessa costruzione e, rendesosi tardivamente conto del pericolo, Tesla fu costretto ad usare un martello per terminare l'esperimento, proprio quando era arrivata la polizia. Altre versioni vedono Tesla fracassare il dispositivo prima che la polizia arrivi e trasferire le attrezzature nel seminterrato. Secondo una terza Tesla fissò un oscillatore a un edificio in costruzione facendolo vibrare così violentemente che i metalmeccanici che lavorano dentro di esso lasciarono l'edificio in preda al panico.
Alla sua festa del 1935 Tesla sostenne che l'oscillatore meccanico poteva distruggere il l'Empire State Building con «cinque libbre di pressione d'aria» se attaccato a una trave, e che si aspettava di guadagnare 100 milioni di dollari grazie all'oscillatore entro due anni.

## Nella cultura di massa

### L'esperimento nel programma televisivoMythBusters
L'oscillatore (o "earthquake machine") fu esaminato nel 2006 nel programma televisivo americano MythBusters (episodio 60). Gli attori costruirono un dispositivo alimentato da energia elettrica, invece che vapore. Esso produsse vibrazioni che potevano essere sentite a centinaia di metri di distanza, ma nessun terremoto scosse il ponte moderno al quale fu attaccato; essi giudicarono dunque falsa l'affermazione che il dispositivo abbia prodotto un terremoto (cioè un "mito sfatato").